# David Tabor
David Tabor (23 de outubro de 1913 — 26 de novembro de 2005) foi um físico britânico. Cunhou o termo tribologia para o estudo da interação friccional entre superfícies.
Foi professor de física da Universidade de Cambridge. 